# Чарлз Алтиери
Чарлз Алтиери (на английски: Charles Altieri) е американски литературовед, професор по англицистика в Калифорнийския университет в Бъркли. Тясната му специалност е английската и американската поезия на 20 век, но е автор на изследвания и води университетски курсове върху философията на 19 век, викторианската литература, взаимоотношенията между литературата и визуалните изкуства.

## Биография
Роден е в Ню Йорк на 11 ноември 1942 г. Завършва гимназия Реджис през 1960 г. и колежа Ле Мойн през 1964 г. Защитава докторска степен по англицистика в Университета на Северна Каролина през 1969 г. с дисертация на тема „Йейтс и традицията на литературната балада“.
Започва преподавателската си кариера в Университета на Северна Каролина (1965 – 1968). След това е асистент (1968 – 1974) и доцент (1974 – 1975) в SUNY/Buffalo. Професор в Университета на Вашингтон (1977 – 1992). През 1992 г. приема професорска позиция в Калифорнийския университет в Бъркли, където е и ръководител на департамента по арттерапия (1996 – 99).